# Tongkoko
Tongkoko (nebo také Tangkoko) je v současnosti nečinná sopka na indonéském ostrově Sulawesi. V 17. a 19. století bylo zaznamenáno sedm menších erupcí, k poslední došlo v roce 1880. Tongkoko je součástí národního parku Gunung Dua Saudara.